# Стрельниково (Омская область)
Стрельниково — деревня в Оконешниковском районе Омской области России. Входит в состав Оконешниковского городского поселения.

## История
Основана в 1911 году. В 1928 году посёлок Любинский состоял из 90 хозяйств, основное население — русские. Центр Любинского сельсовета Крестинского района Омского округа Сибирского края. В 1969 году Указом Президиума ВС РСФСР село Любчино переименовано в Стрельниково, в память о Герое Советского Союза Иване Стрельникове, погибшем в марте 1969 года при защите государственной границы СССР.

## Население
| 2002 | 2010 |
| ---- | ---- |
| 16   | ↗133 |

## Лица, связанные с деревней
- Иван Стрельников (1939-1969) — советский пограничник, старший лейтенант, Герой Советского Союза (1969, посмертно).